# Novîi Kropîvnîk, Drohobîci
Novîi Kropîvnîk (în ucraineană Новий Кропивник) este localitatea de reședință a comunei Novîi Kropîvnîk din raionul Drohobîci, regiunea Liov, Ucraina.

## Demografie
Componența lingvistică a localității Novîi Kropîvnîk
     Ucraineană (98,72%)
     Rusă (1,02%)
     Alte limbi (0,09%)
Conform recensământului din 2001, majoritatea populației localității Novîi Kropîvnîk era vorbitoare de ucraineană (98,72%), existând în minoritate și vorbitori de rusă (1,02%).